# Zéodratation
La zéodratation est une technique de déshydratation utilisant des zéolites.
Ses domaines d’application sont encore loin d’être tous explorés mais elle révolutionne déjà le domaine du séchage en raison de la grande souplesse du procédé, qui permet d’adapter le traitement, en pression et température, pour répondre aux critères de qualité des produits choisis.

## Principe
Des réacteurs contenant une zéolite sous forme de billes, adsorbent la vapeur d’eau engendrée par l’évaporation et la rejette après régénération.
La zéodratation se pratique à une température « produit » comprise entre −20 °C et +60 °C. Ceci permet d’opérer sans détérioration des qualités organoleptiques, tout en respectant la structure des produits.
La zéodratation par confinement assure une meilleure qualité puisqu'elle préserve en totalité les aromes, les couleurs, les vitamines et les antioxydants. celle-ci travaille entre 5  et   40 °C afin de protéger les vitamines

## Fonctionnement
Cette technique est basée sur l’utilisation du vide, avec apport d’énergie, pour extraire l’eau plus rapidement d’un produit en vue de sa déshydratation.
L’utilisation d’un piège sélectif constitué de zéolite, permet, d’une part, de conserver l’intégrité des produits et, d’autre part, d’opérer avec une capacité d’évaporation constante et illimitée dans le temps.
Les différentes étapes du process se déroulent de la façon suivante :
- le produit est chargé dans l’enceinte (cuve, baratte, tunnel) ;
- l’enceinte est mise sous vide et peut atteindre des pressions inférieures à 100 Pa ;
- le produit est alors traité à une température positive ou négative selon sa sensibilité ainsi que le type de séchage envisagé ;
- la durée du cycle dépend de la capacité du produit à libérer l’eau ;
- une fois l’humidité résiduelle souhaitée atteinte (elle peut être ramenée à une valeur inférieure à 1 %), la déshydratation est terminée ;
- le vide est alors « cassé » et le produit est déchargé.

Contrairement à la lyophilisation, un système de réfrigération n'est pas nécessaire puisque les vapeurs d'eau sont captées par les zéolites.
Les zéolites employées pour la zéodratation sont produites industriellement sous la forme de granules d'environ deux millimètres. Le diamètre des nanopores est de 400 picomètres(4Å), ce qui correspond à la taille d'une molécule d'eau, faisant de la zéolite un piège moléculaire sélectif.